# عبدل نیان
عبدالخضر امبایه نیان (انگلیسی: Abdoul Niane؛ زادهٔ ۲۰ اوت ۱۹۸۸) شناگر اهل سنگال است.